# Бексли (станция)
Железнодорожная станция Бексли (англ. Bexley railway station) находится в боро Бексли на юго-востоке Лондона (Великобритания), в шестой тарифной зоне Travelcard. Она находится на расстоянии 22,3 км от лондонского вокзала Чаринг-Кросс. Станция и все поезда, следующие по ней, обслуживаются компанией Southeastern.
Поезда со станции следуют в восточном направлении до Дартфорда, Грейвзенда и до лондонского вокзала Кэннон-стрит через Слейд-Грин, а также в западном направлении до Кэннон-стрит и Чаринг-Кросс через Луишем.
В 1997 году неподалёку от станции грузовой поезд сошёл с рельсов.

## История
Станция Бексли была открыта в сентябре 1866 года. Она имела пять подъездных путей к западу от здания станции, где находился ряд угольных складов. В первые годы существования станции большую часть грузопотока составляли фермерские продукты, выращенные на местных полях. На станции была установлена двухэтажная деревянная сигнальная будка, типичного для Юго-Восточной железной дороги дизайна. Она была введена в эксплуатацию примерно через двадцать лет после открытия станции. В 1955 году платформы были расширены для возможности принятия поездов с десятью вагонами. Товарные подъездные пути закрылись в 1963 году, а сигнальная будка — в 1970 году. Дощатые здания первоначальной станции хорошо сохранились.

### Происшествия
12 ноября 1970 года в 21:38 товарный поезд 20.22 класса 5, следующий маршрутом Хизер-Грин-Сайдингс — Мейдстоун-Вест, состоящий из 44 гружёных вагонов и тормозного фургона, ведомый электродизельным локомотивом, проехал под цветовой сигнал «Опасность» на подходе к станции Бексли и столкнулся на скорости от 10 до 15 миль в час с задней частью неподвижного электропоезда 21.03 Чаринг-Кросс — Дартфорд. Столкновение было лёгким, и хотя пассажирский поезд продвинулся вперед примерно на 40 футов, пассажиры не пострадали, не было значительных повреждений ни в поезде, ни на пути.
4 февраля 1997 года грузовой поезд Английской, Уэльской и Шотландской железной дороги, следовавший в восточном направлении, сошёл с рельсов недалеко от станции Бексли. Компании Railtrack plc, South East Infrastructure Maintenance Company Ltd (SEIMCL) и Southern Track Renewals Company Ltd (STRCL) были признаны виновными в совершении различных правонарушений в соответствии с разделом 3 Закона об охране труда и технике безопасности на производстве 1974 года. На эти компании были наложены штрафы на общую сумму 150 000 фунтов стерлингов, с выплатой 41 768 фунтов стерлингов Управлению по охране труда Великобритании. В своём приговоре судья сказал, что «слава Богу, что никто не погиб, хотя четыре человека были ранены». В отчете Инспекции говорится, что «по счастливой случайности» никто не погиб. Основной причиной аварии было признано очень плохое содержание путей, а перегруженный состав лишь способствовал катастрофе.

## Расположение и оборудование
Станция Бексли находится в самом центре района Бексли (известного как Бексли-Вилладж). Обе платформы соединяются подземным переходом. На станции есть билетные кассы. Имеется парковка на 259 мест.

## Пассажирское сообщение
Всё пассажирское сообщение по станции Бекслихит обеспечивается компанией Southeastern с использованием электропоездов серий 376, 465, 466 и 707.
Типичное количество поездов в час в непиковое время составляет:
- 2 поезда в час до лондонского вокзала Чаринг-Кросс;
- 2 поезда в час до вокзала Кэннон-стрит[англ.] через Луишем[англ.];
- 2 поезда в час до Грейвзенда[англ.];
- 2 поезда в час до Слейд-Грин[англ.], далее до Кэннон-Стрит через Вулидж-Арсенал[англ.] и Гринвич[англ.].

В часы пик на станции останавливаются дополнительные экспрессы до вокзала Чаринг-Кросс.
| Предыдущая станция     | National Rail | National Rail                   | National Rail | Следующая станция |
| ---------------------- | ------------- | ------------------------------- | ------------- | ----------------- |
| Олбани-Парк или Сидкап |               | Southeastern Дартфордская петля |               | Крейфорд          |

## Пересадки
Станцию обслуживают автобусы London Buses, со станции доступна пересадка на автобусные маршруты Лондонский автобусный маршрут 132, 229. Работает ночной маршрут N21.